# Мокрянские Хутора
Мокрянские Хутора (бел. Макранскія Хутары) — деревня в составе Холстовского сельсовета Быховского района Могилёвской области Республики Беларусь.
В деревне родился Герой Социалистического Труда Пётр Фиткевич.

## Население
- 2010 год — 26 человек